# Бергманово правило
Бергманово правило је назив за еколошко правило које је дефинисао немачки научник Карл Бергман. Овим правилом се формулишу односи између величине организма и температуре његове животне средине. Према овом правилу, припадници једне врсте или неког другог таксона који живе у хладнијим областима су крупнији (већих димензија тела) од припадника истог таксона који насељавају топлије области.
Бергманово правило везује се за појаву, и делимично објашњава њоме, да је за регулацију телесне температуре од великог значаја однос површине и запремине тела — од запремине (а тиме и масе) тела зависи количина продуковане метаболичке топлоте, а од површине зависи брзина њеног одавања. Крупније животиње лакше одржавају динамичку равнотежу између продуковане и испуштене топлоте, услед повољнијег односа површина/запремина. 
Доскора се сматрало да Бергманово правило важи искључиво за хомеотермне организме. Новија истраживања указују на присуство оваквих правилних промена величине тела и код поикилотермних организама, али и на појаву тзв. инверзног Бергмановог правила — смањења тела организма са смањењем температуре средине.

## Примери
Бергманово правило до сада се углавном истраживало на животињама. Јасно је изражено код птица из реда пингвина:
- најјужније распрострањена врста, царски пингвин (Aptenodytes forsteri), веома је крупна — дужине тела до 1,2 m и масе до 35 kg, док је
- најсеверније распрострањена врста, галапагошки пингвин (Spheniscus mendiculus), дужине је 0,5 m, а масе до 5 kg.